# Jakub Błaszczykowski
Jakub Błaszczykowski [jakub buaščikofski] (* 14. prosince 1985 Truskolasy, Polsko) je bývalý polský fotbalový záložník a reprezentant. V letech 2008 a 2010 získal v Polsku ocenění „Fotbalista roku“. V Německu je znám pod přezdívkou Kuba. Je členem Klubu Wybitnego Reprezentanta, který sdružuje polské fotbalisty s 60 a více starty za národní tým.
V roce 2010 se oženil a má jednu dceru.

## Klubová kariéra

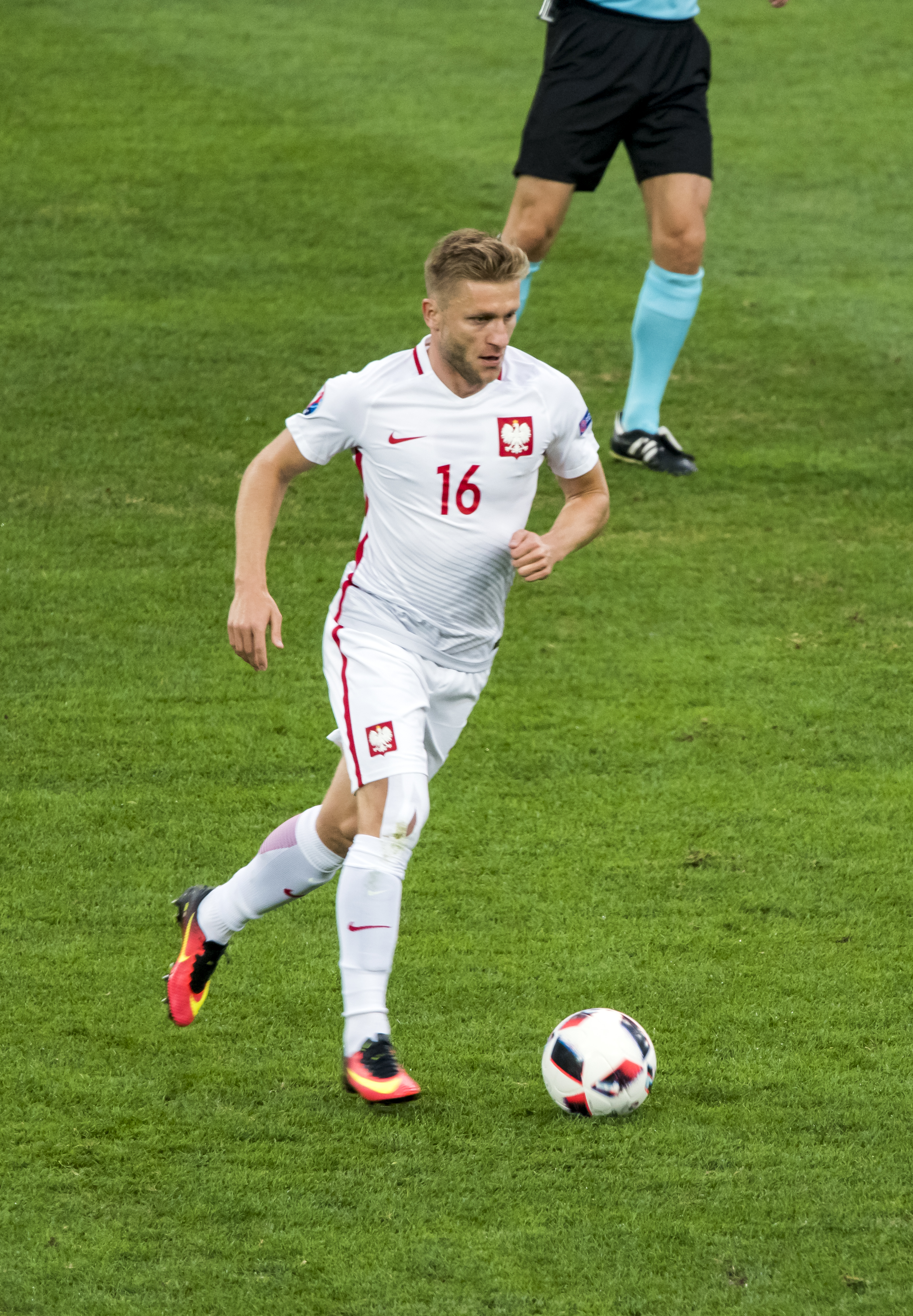
Jakub Błaszczykowski hraje za Polsko proti Portugalsku na UEFA Euro 2016

### Wisła Kraków
Koncem roku 2004 mu strýc domluvil zkoušku ve Wisłe Kraków, kde zaujal tehdejšího trenéra Vernera Ličku. Ten si všiml jeho talentu a angažoval jej. V Ekstraklase debutoval 20. března 2005 proti celku Polonia Warszawa (výhra 3:1) a záhy se probojoval do základní sestavy. Na konci sezóny slavil s mužstvem titul. Následující ročník 2005/06 se Wisła umístila v lize na druhé příčce. Celkem za Wisłu odehrál v polské nejvyšší ligové soutěži 51 utkání a vstřelil 3 branky.

### Borussia Dortmund
V únoru 2007 bylo oznámeno, že Jakub po skončení sezóny 2006/07 odejde do německé Borussie Dortmund (za nespecifikovanou částku). Zde podepsal čtyřletý kontrakt. V sezóně 2010/11 získal s Borussií bundesligový titul, který následně se spoluhráči obhájil v sezóně 2011/12. V tomto ročníku navíc vyhrál i DFB Pokal, ve finále Borussia zvítězila 5:2.
V odvetném utkání osmifinále Ligy mistrů 2012/13 5. března 2013 proti Šachtaru Doněck se gólem podílel na výhře 3:0 a postupu do čtvrtfinále. V prvním zápase Borussie v semifinále Ligy mistrů 2012/13 24. dubna 2013 proti Realu Madrid odehrál stejně jako jeho spoluhráči vydařený zápas, Borussia zvítězila 4:1 a vytvořila si dobrou pozici do odvety. S Dortmundem se představil 25. května 2013 ve Wembley ve finále Ligy mistrů proti rivalovi Bayernu Mnichov, Borussia však nejprestižnější evropský pohár nezískala, podlehla Bayernu 1:2. Błaszczykowski nastoupil do utkání v základní sestavě.
27. července 2013 na začátku sezóny 2013/14 nastoupil v utkání DFL-Supercupu (německý fotbalový Superpohár) proti Bayernu Mnichov na domácím stadionu Signal Iduna Park, Borussia vyhrála 4:2 a získala trofej. 25. ledna 2014 se v bundesligovém zápase proti FC Augsburg (remíza 2:2) zranil, odnesl to přední překřížený vaz v pravém koleni. Hráč musel na operaci a sezona pro něj skončila.

### ACF Fiorentina
Koncem srpna 2015 odešel hostovat do italského týmu ACF Fiorentina.

### VfL Wolfsburg
V létě 2016 po návratu z hostování přestoupil z Dortmundu do jiného německého klubu VfL Wolfsburg.

## Reprezentační kariéra
Jakub hrál za polské mládežnické reprezentační výběry v kategoriích do 19 a 21 let.
28. března 2006 debutoval v A-mužstvu Polska v přátelském zápase v Rijádu proti reprezentaci Saúdská Arábie. Odehrál první poločas, Poláci zvítězili v Rijádu 2:1. Na Mistrovství světa 2006 v Německu ale necestoval kvůli zranění, i když by měl místo v polském kádru jisté.

### EURO 2012
Zúčastnil se Mistrovství Evropy 2012, kde mělo Polsko jako pořadatelská země (společně s Ukrajinou) jistou účast. V zahajovacím utkání celého šampionátu 8. června se střetlo Polsko s Řeckem a Jakub přihrával v 17. minutě na první gól turnaje Robertu Lewandowskému. Na tři body to nestačilo, oba soupeři si připsali po bodu za remízu 1:1. 12. června se opět zrodila remíza 1:1 polského národního mužstva s Ruskem, Błaszczykowski vsítil jedinou branku svého týmu. V přímém souboji o čtvrtfinále s Českou republikou 16. června pohřbil polské naděje na historicky první postup ze základní skupiny jediným gólem utkání český záložník Petr Jiráček. Polsko obsadilo se ziskem 2 bodů poslední čtvrté místo základní skupiny A.

### EURO 2016
Trenér Adam Nawałka jej zařadil do závěrečné 23členné nominace na EURO 2016 ve Francii.

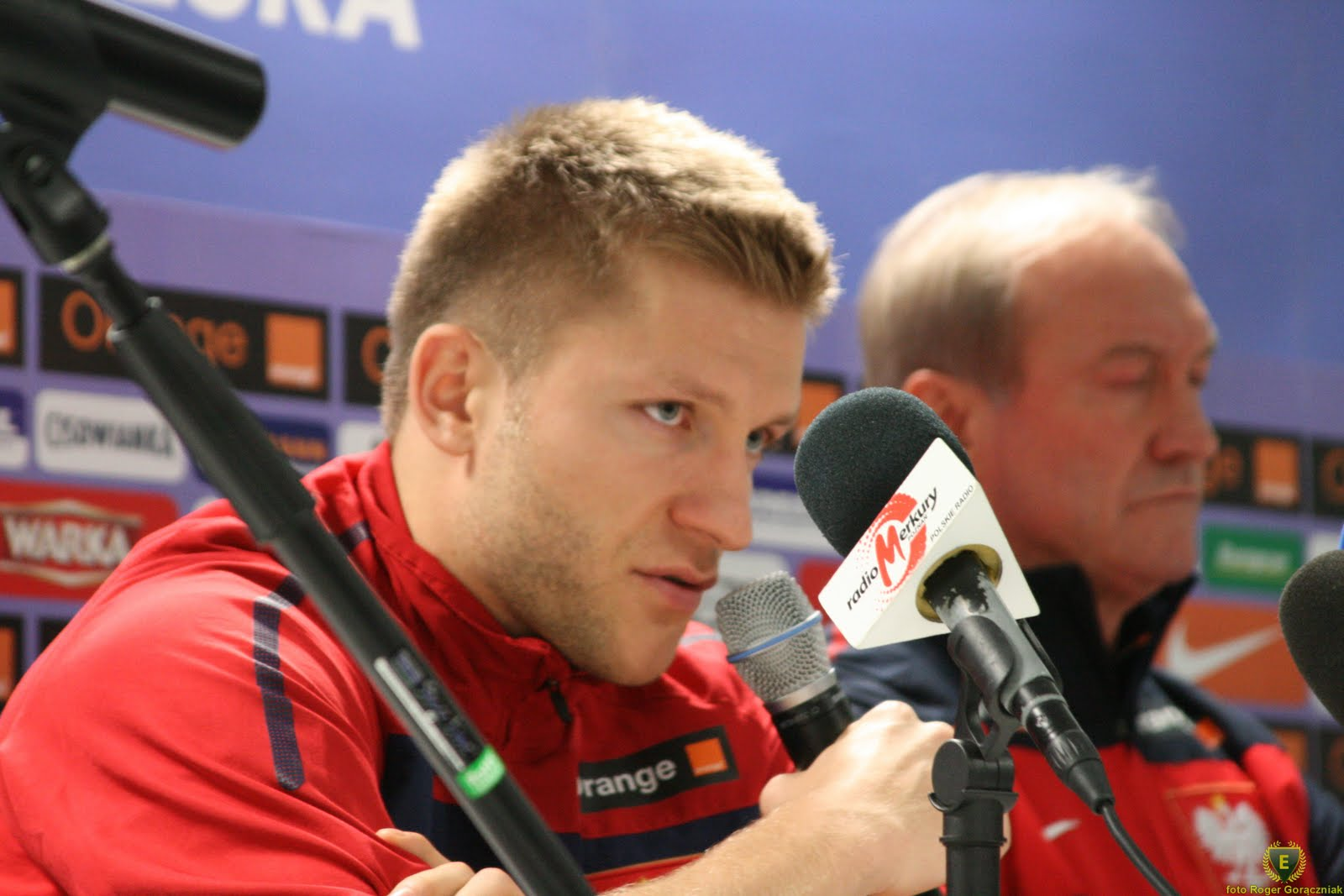
Jakub Błaszczykowski (vepředu) a Franciszek Smuda

## Úspěchy

### Klubové
Wisła Kraków
- 1× vítěz 1. polské ligy (2004/05)[1]

Borussia Dortmund
- 2× vítěz německé Bundesligy (2010/11, 2011/12)[1]
- 1× vítěz DFB-Pokalu (2011/12)[1]
- 1× vítěz DFL-Supercupu (2013)[9]

### Reprezentační
- 1× účast na Mistrovství Evropy (2012 – základní skupina)[1]

### Individuální
- 2× Fotbalista roku v Polsku (2008, 2010)[1]